# Lindsaea borneensis
Lindsaea borneensis är en ormbunkeart som beskrevs av William Jackson Hooker. Lindsaea borneensis ingår i släktet Lindsaea och familjen Lindsaeaceae. Inga underarter finns listade.